# ألفرد غارنو
ألفرد غارنو هو مترجم وشاعر كندي، ولد في 1836 في مدينة كيبك في كندا، وتوفي في 1904 في مونتريال في كندا.